# Ferrari SF90 XX
Ferrari SF90 XX — спортивный автомобиль со среднемоторной компоновкой, который производится итальянским автопроизводителем Ferrari в Маранелло, Италия.

## Описание
SF90 XX Stradale и SF90 XX Spider впервые были представлены 29 июня 2023 года на тестовой трассе Фьорано. Все предыдущие модели Ferrari XX предназначались исключительно для гонок, но ситуация изменилась с появлением недавно представленных кабриолетов SF90 XX Stradale и SF90 XX Spider. Обе модели являются легальными транспортными средствами для уличного движения. Всего выпущено 799 экземпляров XX Stradale и 599 единиц XX Spider.

## Технические характеристики
Ferrari SF90 XX оснащён восьмицилиндровым ДВС мощностью 797 л. с. и электродвигателем мощностью 230 л. с. Максимальная скорость составляет 250 км/ч.

## Ferrari SF90 XX Spider
Ferrari SF90 XX Spider является вариантом SF90 XX со складной крышей. При скорости до 45 км/ч крыша складывается за 14 секунд.